# Ultimatum
Et ultimatum (latin: den sidste) er et valg mellem to muligheder. Gerne en fordring, som forlanges opfyldt indenfor en angivet tidsfrist og ledsages af en trussel, som bliver iværksat, hvis kravet ikke opfyldes. Et ultimatum er i reglen det afsluttende krav i en række anmodninger. Som regel er den givne tidsfrist kort, da fordringen ikke står til forhandling. 
Den trussel, som ledsager et ultimatum, kan være 
- indenfor diplomati trussel om krig, anden militær indgriben eller sanktioner som handelsindskrænkninger eller embargoer
- ved bortførelse: en trussel fra bortføreren om at dræbe gidslet, hvis kravet ikke opfyldes.
- ved pengeafpresning at røbe ubekvemme hemmeligheder, hvis pengene ikke falder.

Til hverdags forekommer et ultimatum i forskellige sammenhænge: 
- indenfor juraen fx krav om at vedgå skyld, eller blive stillet for retten
- i forretningsverdenen fx krav om at acceptere en bestemt pris, eller gå glip af handelen.
- i en arbejdskonflikt fx krav om at acceptere en lønstigning eller en anden forbedring af de ansattes forhold, eller blive ramt af strejke.
- i ægteskabsforhold fx krav om at bringe en affære til afslutning, eller få en skilsmisse på halsen.

Sådanne ultimatummer er måske ikke legalt eller socialt acceptable. 